# Schneibstein
Schneibstein är ett berg i Österrike, på gränsen till Tyskland.   Det ligger i distriktet Hallein och förbundslandet Salzburg, i den centrala delen av landet, 260 km väster om huvudstaden Wien. Toppen på Schneibstein är 2 275 meter över havet, eller 334 meter över den omgivande terrängen. Bredden vid basen är 3,4 km.
Terrängen runt Schneibstein är huvudsakligen bergig, men åt nordväst är den kuperad. Närmaste större samhälle är Kuchl, 9,7 km nordost om Schneibstein. 
I omgivningarna runt Schneibstein växer i huvudsak blandskog. Runt Schneibstein är det ganska tätbefolkat, med 86 invånare per kvadratkilometer.